# Причуды Белисы
«Причуды Белисы» (исп. Los Melindres de Belisa) — комедия испанского драматурга Лопе де Веги, впервые опубликованная в 1617 году в составе «IX части комедий Лопе де Вега», изданной в Мадриде, а спустя год переизданной в Мадриде и Барселоне. В 1618 году автор включил её в перечень своих пьес, дополнивший второе издание романа «Странник в своём отечестве».
Время написания «Причуд Белисы» неизвестно, но отсылка к ней содержится в сатире Франсиско де Кеведо «Видение ада», написанной в 1608 году. Соответственно пьеса явно была написана к этому моменту; в разных гипотезах фигурируют 1608 и 1606—1608 годы.
Пьеса пользовалась популярностью при жизни автора и в последующее время. Доказательством тому является её отдельное издание под названием «Дама-причудница», появившееся в XVIII веке (в 1737 году комедию ставили на мадридской сцене под этим же названием). В 1803 году был опубликован новый вариант текста, «Причудница или Мнимые рабы», подготовленный Кандидо-Мариа Тригеросом с учётом требований классицизма и в дальнейшем ставившийся на сцене. В XVIII веке «Причуды Белисы» перевели на французский язык (прозой), в 1854 году — на русский.